# Lohn-Ammannsegg
Lohn-Ammannsegg är en ort och kommun i kantonen Solothurn, Schweiz. Kommunen har 2 976 invånare (2023).
Kommunen består av de sammanvuxna ortsdelarna Lohn och Ammannsegg. Fram till 1993 utgjorde de båda ortsdelarna egna kommuner.